# Uladzimir Ignatik
Uladzimir Ignatik, né le 14 juillet 1990 à Minsk, est un joueur de tennis biélorusse, professionnel depuis 2007.

## Carrière
En 2007, dans la catégorie junior, il remporte tout d'abord la Copa Gerdau au Brésil, puis le tournoi de Roland-Garros en battant l'Australien Greg Jones en finale avec un statut de tête de série n°12. Il devient n°1 mondial à l'issue du tournoi. Il atteint ensuite la finale du tournoi de Wimbledon qu'il perd face à Donald Young.
Entre 2008 et 2015, il représente son pays, la Biélorussie, en Coupe Davis. Il dispute son premier match dans la compétition contre Stanislas Wawrinka et s'incline en quatre sets.
Malgré plus de 25 participations à des tournois du Grand Chelem, il n'a jamais fait mieux qu'un 3e tour des qualifications, atteint à l'US Open 2018. De la même manière, il n'est jamais parvenu à se qualifier pour un tournoi ATP. Son seul match disputé dans cette catégorie de tournoi a eu lieu à Washington en 2008 grâce à une invitation.

## Palmarès
Il a remporté 5 tournois Challenger en simple :
- en 2009, à Toyota contre Tatsuma Ito ;
- en 2011, à Guangzhou contre Alexander Kudryavtsev ;
- en 2012, à Tachkent contre Lukáš Lacko ;
- en 2017, à Rennes contre Andrey Rublev et à Andria contre Christopher Heyman.

Il compte également 4 titres en double : Saint-Brieuc en 2010, Wolfsburg, Cherbourg et Saint-Rémy-de-Provence en 2012.